# 14466 Hodge
14466 Hodge è un asteroide della fascia principale. Scoperto nel 1993, presenta un'orbita caratterizzata da un semiasse maggiore pari a 2,6143161 UA e da un'eccentricità di 0,2016564, inclinata di 17,20081° rispetto all'eclittica.